# مقاطعة سبوكان (واشنطن)
مقاطعة سبوكان (بالإنجليزية: Spokane County)‏ هي إحدى مقاطعات ولاية واشنطون في الولايات المتحدة الأمريكية.